# فرودگاه باریسال
فرودگاه باریباریسال (به انگلیسی: Barisal Airport) یک فرودگاه همگانی با کد یاتا BZL است که یک باند فرود آسفالت دارد و طول باند آن ۱۸۲۷ متر است. این فرودگاه در شهر باریسال کشور بنگلادش قرار دارد و در ارتفاع ۷ متری از سطح دریا واقع شده‌است.

## شرکت‌های هواپیمایی و مقصدهای پروازی
| شرکت‌های هواپیمایی      | مقصدهای پروازی            |
| ---------------------- | ------------------------- |
| بیمان بنگلادش ایرلاینز | فرودگاه بین‌المللی شاه‌جلال |
| US-Bangla Airlines     | فرودگاه بین‌المللی شاه‌جلال |

| شرکت‌های هواپیمایی      | مقصدهای پروازی |
| ---------------------- | -------------- |
| بیمان بنگلادش ایرلاینز | شاه‌جلال        |
| نوووایر                | شاه‌جلال        |
| US-Bangla Airlines     | شاه‌جلال        |